# Metazygia crewi
Metazygia crewi är en spindelart som först beskrevs av Banks 1903.  Metazygia crewi ingår i släktet Metazygia och familjen hjulspindlar. Inga underarter finns listade i Catalogue of Life.